# خیالی بخارایی
احمد بن موسی خیالی معروف به خیالی بخاری یا خیالی بخارایی از شاعران قرن نهم است که در ماوراءالنهر می‌زیسته است. خیالی بخاری از معاصران و شاگردان خواجه عصمت بخاری است. او در عهد الغ‌بیک می‌زیست و در حدود سال ۸۵۰ بدرود حیات گفت. دیوانی که از او به یادگار مانده، شامل دو هزار بیت است که نسخه‌هایی از آن در ایران و خارج جود دارد.

## اشعار
از جمله اشعار او قصیده‌ای‌ست در مدح استادش عصمت بخاری بدین مطلع:
| درین سراچه فانی که منزل خطرست |  | به عیش کوش که ایام عمر درگذرست |

خیالی بخاری همان است که غزل معروفش را به مطلع:
| ای تیر غمت را دل عشاق نشانه |  | خلقی بتو مشغول و تو غایب ز میانه |

شیخ بهایی تخمیس کرده و آن تخمیس بسیار مشهور است.